# Stansted Park
Stansted Park (notamment Stansted House) est une maison de campagne édouardienne située dans la paroisse de Stoughton, dans le Sussex de l'Ouest, en Angleterre. Elle est près de la ville de Chichester, et aussi du village de Rowlands Castle à l'ouest de la frontière dans le Hampshire.
La maison est située sur un parc de 1 800 acres (7,28 km2), avec des bois et des terres ouvertes pâturées par des chevreuils. Stansted House a un décor de style néo-caroléenne et est classé Grade II *. La zone environnante, Stansted Park, est également classée Grade II*.

## Histoire

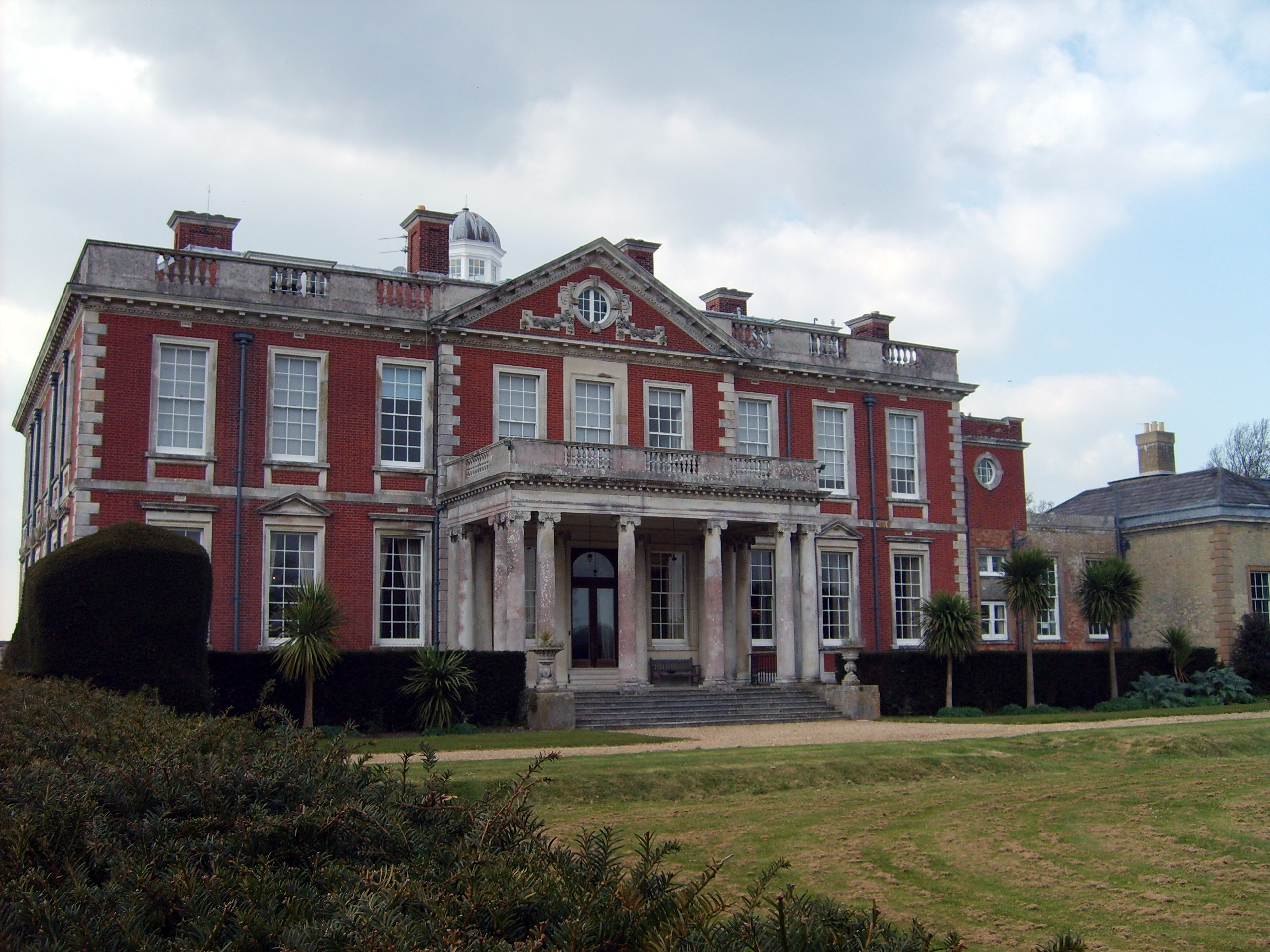
Stansted House

La zone qui est maintenant le parc est mentionnée dans le Domesday Book de 1086, comme étant incluse dans le Hundred de Bourne. Certaines sources suggèrent qu'à un certain moment avant 1094, un pavillon de chasse a été construit pour Roger de Montgomery, premier comte d'Arundel. Le résumé de la liste historique ajoute que « Stansted est probablement à l'origine un parc dans la forêt royale de Bere Porchester, dont les suzerains sont les comtes d'Arundel. Il est enregistré comme utilisé pour la chasse et pour la production de bois à l'époque médiévale, tandis qu'une étude des bâtiments du manoir de Stansted en 1327 comprend une salle et une chapelle" .
En 1177, Henri II visite Stansted. Deux autres monarques y viennent au cours des cent années suivantes, Richard Ier d'Angleterre y chasse le sanglier en 1194 et Jean sans Terre le visite en 1214 et 1215. Le monarque suivant à y venir est Édouard VI, en 1552 .
John Lumley (1er baron Lumley) construit une maison sur le site où vient la reine Élisabeth Ire le 23 août 1591. Robert Cecil décrit cette maison comme "fayre, bien construite à l'extérieur et pas sobrement meublée à l'intérieur, mais le manque d'eau est un grand inconvénient" .
Une nouvelle maison est construite sur le site actuel, à partir de 1686, pour Richard Lumley, probablement sur un plan de William Talman. La liste historique indique que Richard a aménagé « des jardins à la française, des avenues rayonnantes et des parcs sur son côté est. Il a probablement aussi coupé l'avenue centrale à travers la forêt de Stansted vers l'ouest".
La propriété passe en 1766 à George Montagu-Dunk (2e comte d'Halifax). Il construit la tour de folie à proximité, maintenant connue sous le nom de monument Racton. Après sa mort en 1771, sa fille Anna Donaldson hérite du domaine. Sept ans plus tard, George III et la reine Charlotte de Mecklembourg-Strelitz viennent sur le domaine, puis la propriété est vendue. Les propriétaires ultérieurs apportent des modifications au bâtiment et au terrain, le plus important en 1782.

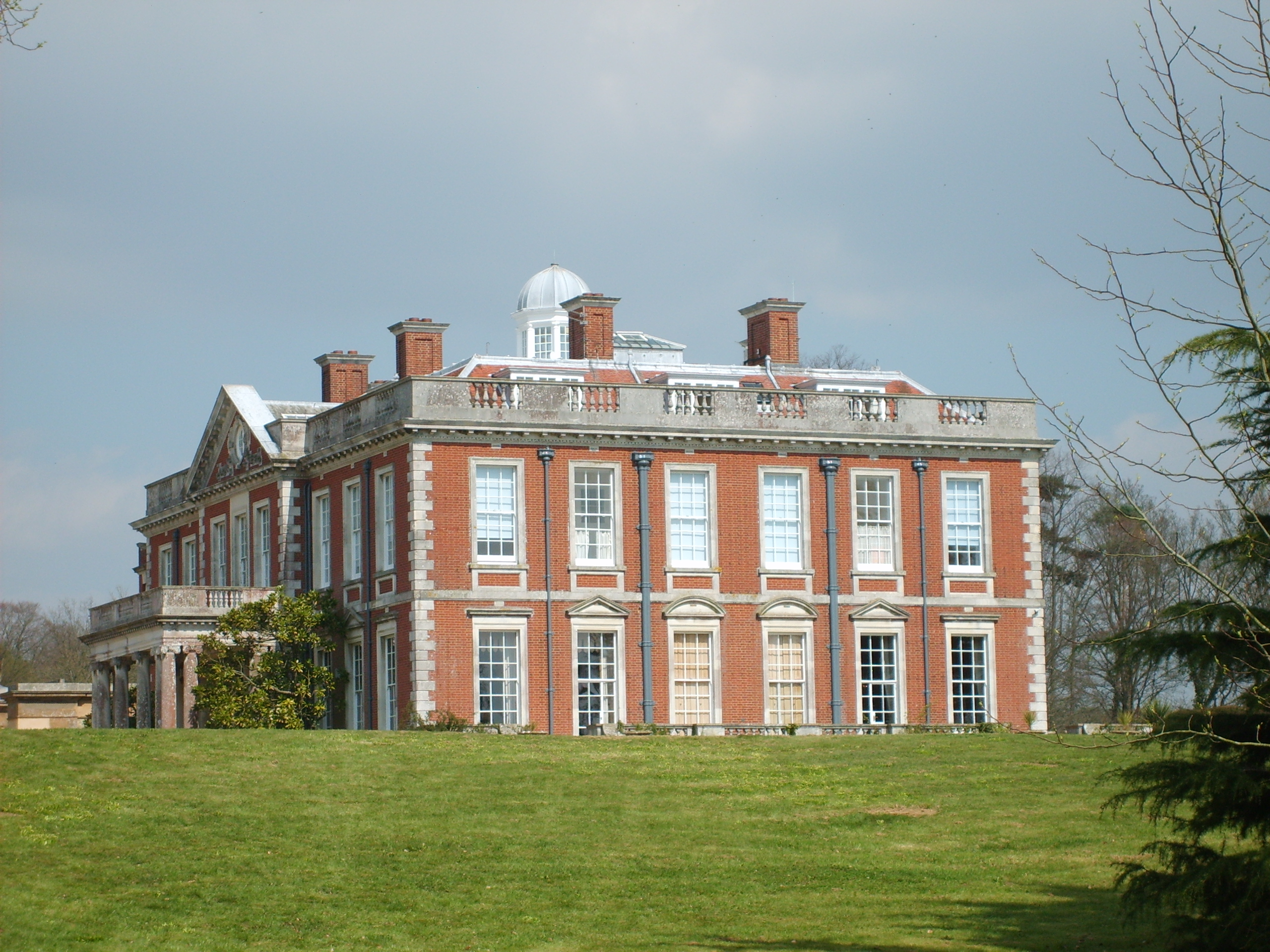
Vue de côté

Le bâtiment principal est détruit par un incendie en 1900 mais les écuries et l'aile de service ne sont pas touchées ; le bâtiment est reconstruit "dans le style de Wren", sur l'empreinte exacte du bâtiment précédent, en 1903. L'architecte est Arthur Blomfield. Vere Ponsonby, 9e comte de Bessborough achète le manoir en 1924. Pendant la Seconde Guerre mondiale, la maison abrite des orphelins de Southsea . En 1939, la reine Elizabeth, reine mère, alors épouse de George VI, passe une nuit au domaine et en 1962, Anne, princesse royale, visite Stansted House.
Depuis 1983, la maison et le domaine appartiennent à la Stansted Park Foundation, une fiducie caritative chargée de la préservation du domaine au profit de la nation. La fiducie est créée par Frederick Ponsonby (10e comte de Bessborough), décédé sans héritier mâle en 1993. Une histoire illustrée de Stansted Park du XIIe siècle est incluse dans le livre de Lord Bessborough La forêt enchantée.
Le parc est traversé d'ouest en est par le sentier de grande randonnée Monarch's Way.

## Chapelle St Paul

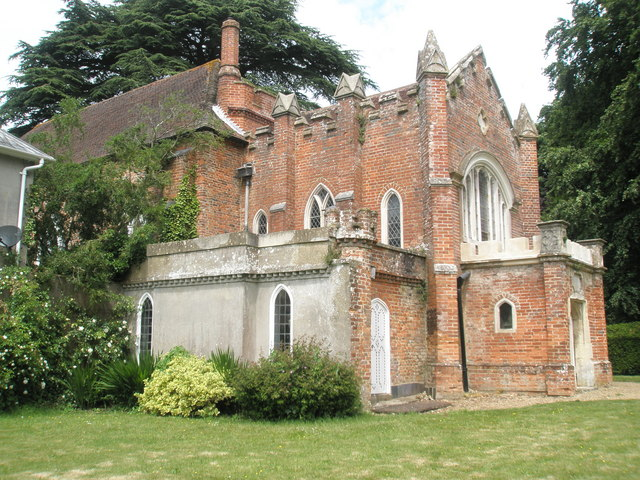
Chapelle St Paul

La chapelle est construite par Lewis Way en 1812-16, dans le cadre de sa mission de convertir les Juifs . Elle est classée Grade I . C'est une inspiration pour le poète John Keats lorsqu'il écrit The Eve of St Agnes (La Vigile de la sainte Agnès). L'église est restaurée par Harry Stuart Goodhart-Rendel en 1926.
Lors de la restauration de 1926, le sanctuaire est redécoré, en s'inspirant de la Sainte-Chapelle, à Paris. Pendant la Seconde Guerre mondiale, la chapelle est endommagée mais elle est restaurée en 1947 .

## Cricket
En juin 1741, un match de cricket entre le Slindon Cricket Club et le Portsmouth Cricket Club est joué dans le parc . C'est le premier rapport d'un match impliquant l'équipe de Slindon. Le parrain de l'équipe, Charles Lennox (2e duc de Richmond), écrit dans une lettre à son ami Thomas Pelham-Holles, 1er duc de Newcastle, que "plus de 5 000 personnes" étaient présentes ,. C'est la seule fois où Stansted Park est mentionné dans les annales de cricket. Le club de cricket joue encore des matchs pendant les mois d'été.